# Mérito

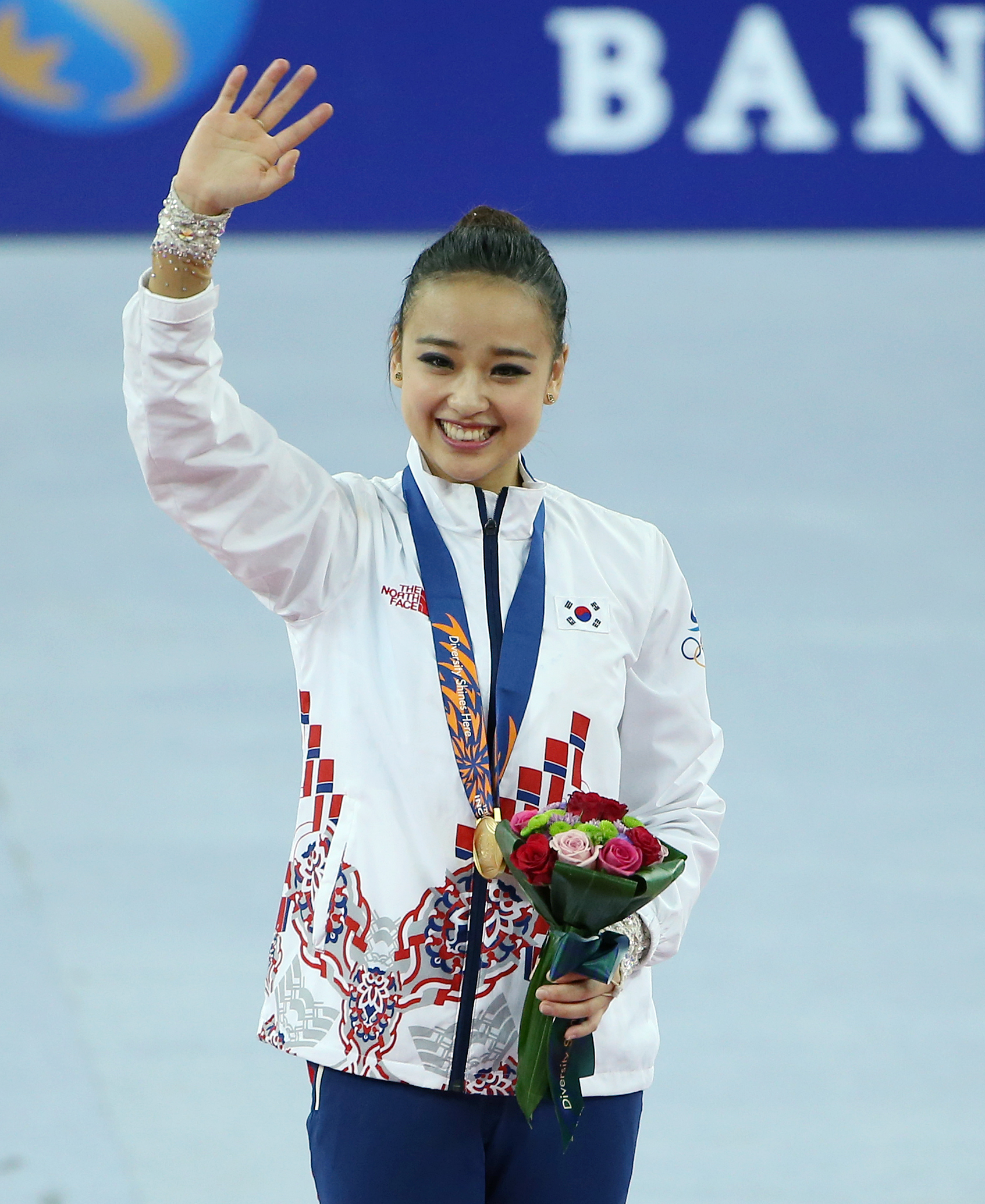
Atleta sul-coreana que acaba de ganhar uma medalha de ouro. As competições esportivas são uma forma de medir o mérito pessoal dos atletas segundo os parâmetros próprios de cada esporte.

Mérito (do latim "meritus" [ˈmɛ.rɪ.tʊs]: “bondade", "serviço") ou merecimento, é a qualidade atribuída a uma pessoa cujo acto ou actividade foram reconhecidos como de grande valor (meritório) em favor da coletividade, a partir de um julgamento moral. Ocasionalmente, o reconhecimento público do mérito é demonstrado através da concessão de medalhas, condecorações, títulos ou diplomas, para destacar os atos reconhecidos.
Menção Honrosa, é um reconhecimento honroso, através de distinção oferecida em um concurso a uma pessoa ou a uma obra - não equivale a um prêmio principal - cujo mérito é considerado digno de menção (registro).
Honra ao Mérito, é um título concedido (um modo de homenagem) a alguém que obteve reconhecimento público por realizar de algo notório (de destaque).
Ordem do Mérito, é uma ordem honorífica de Portugal, com objetivo de distinguir ações ou serviços de valor, praticados no exercício de quaisquer funções, públicas ou privadas.

## Etimologia
O termo "mérito" vem do latim "meritum" ou "meritus", que significa “bondade", "serviço" ou "valor”, originado do vocábulo "merere" ou "mereō", que significa “merecer", "adquirir” ou "ganhar".
O termo "meritocracia" vem da junção dos vocábulos: do latim "merere", que significa “merecer" ou "ganhar”, com o sufixo grego antigo "κρατία" (transliderado "kratos" "-cracía") que significa "força" ou "poder”.
O termo "emérito" vem da junção dos vocábulos latinos: "ex-", que significa “para fora”, mais "meritus", que significa “o que faz jus”.
Designa uma pessoa que fez por merecer determinada posição.